# 俟羅君
俟羅君（《新唐書》稱羅君）是唐代六詔之一的浪穹詔王，在父王偏羅俟死後繼位，在位年期不明。後來南詔擊破劍川，虜俟羅君，把他徙置永昌（今雲南保山），浪穹詔亡。
| 前任： 偏羅俟 | 六詔浪穹詔王 | 繼任： 無 |